# Soundtrack 1
Título a ser usado para criar uma ligação interna é Soundtrack 1.
Soundtrack #1 (hangul: 사운드트랙 #1; rr: Saundeuteuraek #1, prt: A Primeira Canção de Amor) é uma série de televisão via streaming sul-coreana estrelada por Park Hyung-sik e Han So-hee. Está programada para ser lançado em 23 de março de 2022, exclusivamente no Disney+ em territórios selecionados.

## Sinopse
Um homem e uma mulher que são melhores amigos há 20 anos, passam a se conhecer mais enquanto ficam na mesma casa por duas semanas.

## Elenco

### Principal
- Park Hyung-sik como Han Seon-woo, um fotografo.[6]
- Han So-hee como Lee Eun-soo, uma liricista.[7]

### Coadjuvante
- Yoon Byung-hee como Dong-hyeon
- Kim Joo-hun como Kang Woo-il[8][9]
- Lee Jung-eun[10]

### Aparições especiais
- Park Hoon como Gyeol-han[11]
- Park Min-jung como Ma-ri[11]
- Seo In-guk como Jay Jun[12]
- Yoon Seo-ah como Kim Seo-yeon[13]

## Episódios
| N.º | Título                                                                        | Dirigido por | Escrito por | Exibição original   |
| --- | ----------------------------------------------------------------------------- | ------------ | ----------- | ------------------- |
| 1   | "O Sonho de uma Boneca" "인형의 꿈"                                           | Kim Hee-won  | Ahn Sae-bom | 23 de março de 2022 |
| 2   | "Amor Não Correspondido" "짝사랑"                                             | Kim Hee-won  | Ahn Sae-bom | 30 de março de 2022 |
| 3   | "Eu Amo Você" "사랑한다는 말"                                                 | Kim Hee-won  | Ahn Sae-bom | 6 de abril de 2022  |
| 4   | "Meu Coração Dói ao Pensar em Você" "소녀같은 맘을 가진 그댈 생각하면 아파요" | Kim Hee-won  | Ahn Sae-bom | 13 de abril de 2022 |

## Lançamento
Soundtrack #1 foi lançada em 23 de março de 2021 na Coreia do Sul e outros países selecionados da Ásia-Pacífico no Disney+ via Star, assim como em territórios selecionados do Sudeste Asiático através do Disney+ Hotstar.

## Recepção

### Audiência
Em 26 de março de 2022, o Kpopmap informou que Soundtrack #1 foi classificada em primeiro lugar entre as séries mais assistidas no Disney+ na Coreia do Sul, Japão, Singapura, Hong Kong e Taiwan.

### Recepção crítica
Ayushi Agrawal do Pinkvilla achou a série reconfortante e caseira, afirmando que embora não traga algo novo, a série consegue ser uma história de amor convincente, e elogiou as performances de Park Hyung-sik e Han So-hee. Tanu I. Raj, do New Musical Express, classificou a série com 4 de 5 estrelas e considerou-a "uma das ofertas mais sublimes deste verão". Raj chamou a relação entre os personagens principais de íntima, realista e sensível, e elogiou os diálogos e os visuais, enquanto elogiava as performances dos atores.